# Oblast Autônomo Sérvio do Nordeste da Bósnia
O Oblast Autônomo Sérvio do Nordeste da Bósnia (em sérvio: САО Североисточна Босна   / SAO Severoistočna Bosna) foi uma região autônoma sérvia (em sérvio: САО / SAO), uma província separatista sérvia, na República Iugoslava da Bósnia e Herzegovina (SR BiH). Foi estabelecido em setembro de 1991, proclamado pelo Partido Democrático Sérvio em 19 de setembro de 1991,  juntamente com outras SAOs (Herzegovina Oriental, Bosanska Krajina, Romanija), e incluiu cinco distritos no nordeste da SR BiH.  Existiu entre setembro de 1991 e 9 de janeiro de 1992, quando se tornou parte da República do Povo Sérvio da Bósnia e Herzegovina (mais tarde República Sérvia). Foi renomeado SAO Semberija (em sérvio:  САО Семберија) em novembro de 1991, e SAO Semberija e Majevica (САО Семберија и Мајевица ) em dezembro de 1991.  Incluía três municípios (Bijeljina, Lopare e Ugljevik ), com uma população de 150.000 habitantes, dos quais 56–59% eram sérvios étnicos.  A capital era Bijeljina. 